# Map of the Soul: 7 – The Journey
Map of the Soul: 7 – The Journey (cách điệu là Map of the Soul: 7 ~ The Journey ~) là album phòng thu tiếng Nhật thứ tư của nhóm nhạc nam Hàn Quốc BTS. Được phát hành vào ngày 14 tháng 7 năm 2020, đây là album phòng thu tiếng Nhật đầu tiên của nhóm trong 2 năm kể từ Face Yourself năm 2018. Album bao gồm phiên bản tiếng Nhật của các bài hát từ Love Yourself: Answer (2018), Map of the Soul: Persona (2019) và Map of the Soul: 7 (2020), cũng như 4 bài hát mới và 2 bản nhạc cụ, "Intro: Calling" và "Outro: The Journey", và 2 bài hát tiếng Nhật mới, bài hát chủ đề "Stay Gold" và bản ballad "Your Eyes Tell". Đĩa đơn "Lights" năm 2019 đã phát hành trước đó cũng được bao gồm.
Album đã đạt được vị trí trong top 20 trên các bảng xếp hạng ở 6 vùng lãnh thổ, top 10 ở 4 vùng và top 5 ở 6 vùng. Đây là lần thứ sáu BTS ra mắt ở vị trí số 1 tại Nhật Bản và lần thứ hai của họ trong năm 2020 sau Map of the Soul: 7. Nó đã bán được 500,000 bản trong 2 ngày đầu tiên phát hành và phá kỷ lục doanh số tuần đầu tiên cao nhất của năm 2020 với 564,000 bản để trở thành album bán được nhiều nhất của năm vào thời điểm đó. Nó cũng lập kỷ lục mới về doanh số tuần đầu tiên mọi thời đại của một nam nghệ sĩ nước ngoài, vượt qua kỷ lục 10 năm của DBSK với 413,000 bản được bán ra. Nó là album tiếng Nhật đầu tiên của BTS ra mắt ở vị trí số 1 tại Bồ Đào Nha và trở thành album quán quân thứ 10 của nhóm trên bảng xếp hạng World Albums Chart của Billboard khi đạt vị trí số 1 vào tháng 8 sau khi phát hành bản vật lý tại Hoa Kỳ.
Hiệp hội Công nghiệp Ghi âm Nhật Bản (RIAJ) đã trao tặng chứng nhận triple bạch kim cho album trong tuần thứ tư phát hành vì đã vượt qua doanh số 750,000 bản vật lý.

## Bối cảnh
Billboard Japan lần đầu tiên đưa tin về album tiếng Nhật vào ngày 26 tháng 3 năm 2020 khi thông báo rằng một bài hát mới của BTS có tên "Stay Gold" đã được chọn làm bài hát chủ đề cho bộ phim truyền hình Nhật Bản sắp tới, Spiral Labyrinth – DNA Forensic Investigation (らせんの 迷宮 - DNA 科学捜査, Rasen no Meikyū – DNA Kagaku Sōsa). Billboard cũng nói rằng bài hát sẽ là một phần của "album tiếng Nhật thứ tư dự kiến phát hành vào mùa hè này" của nhóm. Để đáp lại các báo cáo bổ sung được đưa ra vào tháng 4 rằng phiên bản tiếng Nhật của "On" từ Map of the Soul: 7 cũng sẽ được bao gồm, Big Hit Entertainment chỉ xác nhận rằng một album sẽ được phát hành vào tháng 7 và tuyên bố rằng thông tin thêm sẽ được đưa ra sau khi lịch trình chính thức được hoàn thiện.
Vào ngày 7 tháng 5, album tiếng Nhật thứ tư của BTS đã chính thức được công bố, đánh dấu album phòng thu tiếng Nhật sau 2 năm kể từ Face Yourself (2018). Tên của album, Map of the Soul: 7 ~ The Journey ~, và ngày phát hành 14 tháng 7 đã được tiết lộ, cùng với danh sách bài hát cho 13 bài hát và thông tin chi tiết về các phiên bản vật lý khác nhau sẽ có sẵn để mua và phần thưởng đi kèm của chúng. Danh sách bài hát bao gồm các phiên bản tiếng Nhật của "On", "Black Swan", "Make It Right" và "Dionysus", 4 bài hát mới, "Intro: Calling", bài hát chủ đề "Stay Gold", "Your Eyes Tell" được viết bởi Jungkook và "Outro: The Journey", và bài hát tiếng Nhật thứ ba của BTS, "Lights" (2019). Hình ảnh concept đầu tiên của nhóm cũng được công bố với hình ảnh đơn sắc của nhóm trong bộ vest đen, ngồi trên sân khấu với phông nền có rèm che. Hình ảnh concept thứ hai của nhóm được phát hành vào ngày 22 tháng 5 và có sự góp mặt của nhóm trong trang phục màu phấn trên nền minh họa 2D đầy màu sắc. Một chuỗi hình ảnh cho 7 teaser cá nhân khác đã được chia sẻ trực tuyến từ ngày 12 đến 18 tháng 6. Những bức ảnh solo này có cùng chủ đề với hình ảnh concept đầu tiên. Ảnh bìa album cho thấy tác phẩm nghệ thuật chính thức cho từng ấn bản của album đã được tiết lộ vào ngày 28 tháng 5. Universal Music Japan đã đăng tải một video tiêu điểm âm nhạc bao gồm các đoạn âm thanh của "On", "Boy with Luv" và "Stay Gold" trên kênh YouTube của họ vào ngày 14 tháng 5; đoạn clip đã thu hút được hơn 880,000 lượt xem trong vòng 1 tuần kể từ khi phát hành. Video tiêu điểm âm nhạc thứ hai và cũng là video cuối cùng, với "Lights" cùng với "Boy with Luv" và "Stay Gold", đã dược đăng tải vào ngày 12 tháng 7.
Đơn đặt hàng trước cho bản vật lý ở Nhật Bản, Hàn Quốc và các vùng lãnh thổ khác đã bắt đầu vào ngày 8 tháng 5, trong khi đơn đặt hàng trước ở Hoa Kỳ bắt đầu chỉ hơn 1 tháng sau đó vào ngày 11 tháng 6 thông qua Weverse Shop và 15 tháng 6 thông qua Target, Amazon, và các nhà bán lẻ khác của Hoa Kỳ. Liên kết lưu trữ trước kỹ thuật số toàn cầu cho album đã bắt đầu vào ngày 19 tháng 6 trên các nền tảng âm nhạc trực tuyến khác nhau.

## Danh sách bài hát
Thông tin được trích từ tập sách CD của album, Melon và Tidal.
| Original         | Original                                | Original                                                                          | Original         | Original   |
| STT              | Nhan đề                                 | Sáng tác                                                                          | Sản xuất         | Thời lượng |
| ---------------- | --------------------------------------- | --------------------------------------------------------------------------------- | ---------------- | ---------- |
| 1.               | "Intro: Calling"                        | UTA Sunny Boy Melanie Fontana Michel Schulz KM-MARKIT JUN                         | UTA              | 1:24       |
| 2.               | "Stay Gold"                             | UTA Sunny Boy Fontana Schulz JUN KM-MARKIT                                        | UTA              | 4:04       |
| 3.               | "Boy with Luv" (phiên bản tiếng Nhật)   | Pdogg RM Fontana Schulz "hitman" bang Suga Emily Weisband J-Hope                  | Pdogg            | 3:51       |
| 4.               | "Make It Right" (phiên bản tiếng Nhật)  | Fred Gibson Ed Sheeran Benjy Gibson Jo Hill RM Suga J-Hope                        | FRED             | 3:42       |
| 5.               | "Dionysus" (phiên bản tiếng Nhật)       | Pdogg J-Hope Supreme Boi RM Suga Roman Campolo                                    | Pdogg            | 4:08       |
| 6.               | "Idol" (phiên bản tiếng Nhật)           | Pdogg Supreme Boi "hitman" bang Ali Tamposi Campolo RM                            | Pdogg            | 3:43       |
| 7.               | "Airplane Pt. 2" (phiên bản tiếng Nhật) | Pdogg RM Tamposi Liza Owen Campolo "hitman" bang Suga J-Hope                      | Pdogg            | 3:41       |
| 8.               | "Fake Love" (phiên bản tiếng Nhật)      | Pdogg "hitman" bang RM                                                            | Pdogg            | 4:05       |
| 9.               | "Black Swan" (phiên bản tiếng Nhật)     | Pdogg RM August Rigo Vince Nantes Clyde Kelly                                     | Pdogg            | 3:18       |
| 10.              | "On" (phiên bản tiếng Nhật)             | Pdogg RM Rigo Fontana Schulz Suga J-Hope Antonina Armato Krysta Youngs Julia Ross | Pdogg            | 4:06       |
| 11.              | "Lights"                                | UTA Yohei Sunny Boy                                                               | UTA              | 4:53       |
| 12.              | "Your Eyes Tell"                        | Gustav Mared Jungkook UTA JUN                                                     | Mared UTA        | 4:05       |
| 13.              | "Outro: The Journey"                    | UTA Gustav Mared Jungkook JUN                                                     | UTA              | 1:16       |
| Tổng thời lượng: | Tổng thời lượng:                        | Tổng thời lượng:                                                                  | Tổng thời lượng: | 46:16      |

| Phiên bản giới hạn A và B Blu-ray + DVD | Phiên bản giới hạn A và B Blu-ray + DVD                | Phiên bản giới hạn A và B Blu-ray + DVD |
| STT                                     | Nhan đề                                                | Thời lượng                              |
| --------------------------------------- | ------------------------------------------------------ | --------------------------------------- |
| 1.                                      | "Stay Gold" (video âm nhạc)                            | 4:16                                    |
| 2.                                      | "On" (phiên bản tiếng Nhật, video âm nhạc)             | 5:52                                    |
| 3.                                      | "Black Swan" (phiên bản tiếng Nhật, video âm nhạc)     |                                         |
| 4.                                      | "Lights" (video âm nhạc)                               | 5:27                                    |
| 5.                                      | "Idol" (phiên bản tiếng Nhật, video âm nhạc)           |                                         |
| 6.                                      | "Airplane Pt. 2" (phiên bản tiếng Nhật, video âm nhạc) | 3:48                                    |
| 7.                                      | "Fake Love" (phiên bản tiếng Nhật, video âm nhạc)      |                                         |
| 8.                                      | "Stay Gold" (hậu trường video âm nhạc)                 | 20:11                                   |
| 9.                                      | "Hậu trường buổi chụp ảnh"                             | 21:20                                   |